# ستيف كانتويل
ستيف كانتويل (بالإنجليزية: Steve Cantwell) هو فنان قتال مختلط أمريكي، ولد في 8 ديسمبر 1986 في لونغ بيتش في الولايات المتحدة.

## وصلات خارجية
- ستيف كانتويل على موقع يو إف سي (الإنجليزية)
- ستيف كانتويل على موقع شيردوغ (الإنجليزية)
- ستيف كانتويل على موقع IMDb (الإنجليزية)